# Genueser Schule (Malerei)

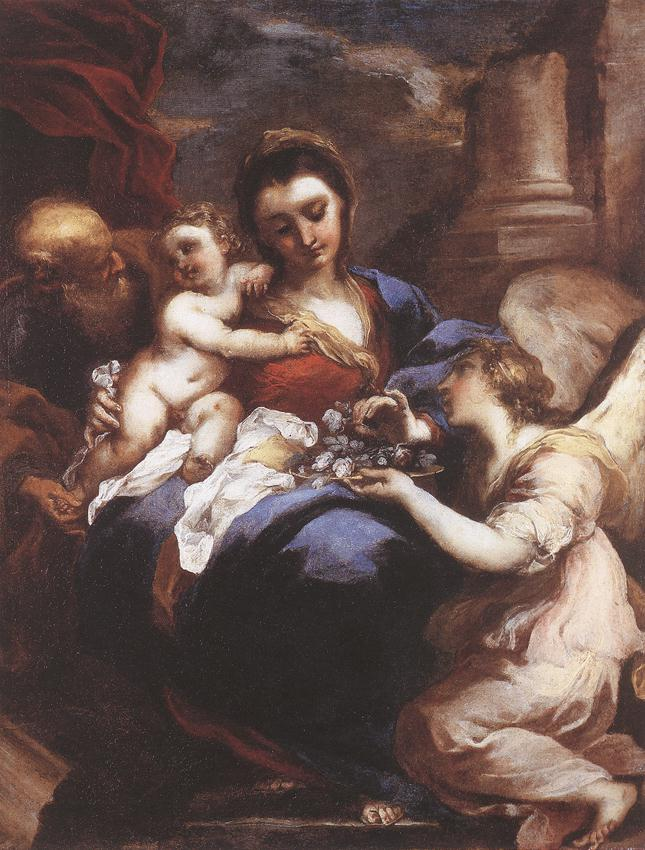
Valerio Castello: Heilige Familie mit dem Engel, um 1645–50, Öl auf Leinwand, 74,5 × 62,5 cm, Privatsammlung

Die Genueser Schule ist eine Schule der Malerei in Genua, deren Blütezeit vom späten 16. bis frühen 18. Jahrhundert reichte. Wichtige Inspirationen gingen zu Beginn des 17. Jahrhunderts von den Flamen Peter Paul Rubens und Anthonis van Dyck sowie von der lombardischen Malerei aus, besonders von Giulio Cesare Procaccini. Alle drei Künstler hielten sich zeitweise in Genua auf und hinterließen dort viele Werke. Auch der Flame Cornelis de Wael lebte lange in der ligurischen Hauptstadt und hatte dort eine florierende Werkstatt. Andere auswärtige Künstler, die ebenfalls um 1620 in Genua wirkten und einen gewissen Einfluss auf die lokale Schule hatten, waren Simon Vouet und Orazio Gentileschi. Hinzu kamen einzelne Kunstwerke hochrangiger italienischer Künstler aus anderen Regionen, die ebenfalls bedeutende Impulse ausübten, wie eine stilistisch bahnbrechende Kreuzigung Federico Baroccis, die bereits ab 1596 in der Kapelle des Matteo Senarega in der Kathedrale von Genua zu sehen war, sowie eine bedeutende Himmelfahrt Mariä (um 1616) von Guido Reni in der Chiesa del Gesù.
Einige Genueser Maler wanderten aus und spielten eine bedeutende Rolle an anderen Orten, etwa Bernardo Strozzi und Giovan Battista Langetti in Venedig, Alessandro Magnasco in Mailand, oder der als Baciccia bekannte Giovanni Battista Gaulli, der einer der bedeutendsten Künstler Roms war.

## Künstler
- Antonio Semino (ca. 1485–1554/55)
- Bernardino Fasolo (1489–1526/1527)
- Giambattista Castello, gen. Bergamasco (1509–1569)
- Andrea Semino (1526–1594)
- Luca Cambiaso (1527–1585)
- Ottavio Semino (ca. 1530–1604)
- Giovanni Battista Paggi (1554–1627)
- Aurelio Lomi (1556–1623/24)
- Bernardo Castello (1557–1629)
- Bernardo Strozzi (1581–1644)
- Giovanni Andrea Ansaldo (1584–1638)
- Giovanni Carlone, genannt il Genovese (1584–1631)
- Giuseppe Badaracco, gen. Il Sordo (1588–1657)
- Sinibaldo Scorza (1589–1631)
- Domenico Fiasella, genannt „Il Sarzana“ (1589–1669)
- Luciano Borzone (1590–1645)
- Giulio Benso (1592–1668)
- Giovanni Andrea De Ferrari (1598–1669)
- Gioachino Assereto (1600–1650)
- Giovanni Battista Carlone (1603–um 1684)
- Luigi Miradori, gen. il Genovese oder Genovesino (um 1605–um 1656)
- Orazio De Ferrari (1606–1657)
- Antonio Travi, gen. il Sestri (1608–1665)
- Giovanni Benedetto Castiglione, genannt il Grechetto (1609–1664)
- Giovanni Francesco Cassana (1611–1690)
- Giovan Maria Bottalla, gen. il Raffaellino oder Raffaellino da Savona (1613–1644)
- Giovanni Bernardo Carbone (1616–1683)
- Pellegro Piola (1617–1640)
- Giovanni Battista Borzone († 1657)
- Antonio Maria Vassallo (um 1620–1664/1672)
- Valerio Castello (1624–1659)
- Francesco Maria Borzone (1625–1679)
- Domenico Piola (1628–1703)
- Bartolomeo Biscaino (1632–1657)
- Giovan Battista Langetti (ca. 1635–1676)
- Giovanni Battista Gaulli, genannt il Baciccia (1639–1709)
- Gregorio De Ferrari (1647–1726)
- Giovanni Raffaele Badaracco (1648–1717)
- Bartolomeo Guidobono, gen. „il Prete Savonese“ (1654–1709)
- Paolo Gerolamo Piola (1666–1724)
- Alessandro Magnasco (1667–1749)
- Carlo Antonio Tavella (1668–1738)
- Domenico Guidobono (1668–1746)
- Domenico Parodi (1672–1742)
- Giovanni Battista Parodi (1674–1730)
- Giuseppe Palmieri (1674–1740)
- Lorenzo De Ferrari (1680–1744)